# NHK大船渡日頃市テレビ中継局
NHK大船渡日頃市テレビ中継局（エヌエイチケイおおふなとひころいちテレビちゅうけいきょく）は、岩手県大船渡市に置かれていたNHK盛岡放送局地上アナログテレビ放送の中継局。

## 所在地
- 大船渡市日頃市町字関谷（西方高地）

## 中継局概要
| チャンネル 番号 | 放送局名     | 空中線電力       | ERP            | 放送対象地域 | 放送区域内世帯数 | 開局年月日    |
| --------------- | ------------ | ---------------- | -------------- | ------------ | ---------------- | ------------- |
| 45              | NHK 盛岡総合 | 映像3W 音声750mW | 映像28W 音声7W | 岩手県       | 不明             | 1970年 8月7日 |
| 47              | NHK 盛岡教育 | 映像3W 音声750mW | 映像28W 音声7W | 全国         | 不明             | 1970年 8月7日 |

- 当初、2011年7月24日で廃局となる予定だったが、東日本大震災発生の影響から、2012年3月31日まで廃局が延期された。

## その他･補足
- 大船渡中継局からの電波が届きにくい日頃市地区をカバーしている。ただし、在盛民放局は当地に中継局を置いておらず、周辺局を受信。